# Louis-Benoît Madaule
Pour les articles homonymes, voir Madaule.

a Compétitions nationales et continentales officielles uniquement.

b Matchs officiels uniquement.
Dernière mise à jour le 2 juillet 2025.
Louis-Benoît Madaule, né le 24 septembre 1988, est un joueur français de rugby à XV qui joue au poste de troisième ligne aile. Formé à Narbonne, il a également évolué à l'Union Bordeaux Bègles et au Stade toulousain. Il termine sa carrière en 2023 dans le club qui fut le premier de sa carrière professionnelle, le RC Narbonne.

## Carrière

### En club
Formé au RC Narbonne, Louis-Benoît Madaule rejoint en 2011 le club de l'Union Bordeaux Bègles (UBB). En 2014, il prolonge pour trois saisons son contrat avec l'UBB, le liant à celui-ci jusqu'au terme de la saison 2016-2017. 
Au cours de la saison 2015-2016, il succède à Matthew Clarkin dans le rôle de capitaine de l'UBB, rôle qu'il a déjà occupé avec Narbonne. En octobre 2016, une sévère entorse l'oblige à se tenir éloigné des terrains pour une période estimée entre quatre et six semaines. Le même mois, le président du club de l'UBB Laurent Marti confirme que Louis-Benoît Madaule quitte le club à la fin de la saison pour rejoindre le Stade toulousain pour un contrat de trois ans,. Après quelques saisons au Stade toulousain avec à la clef deux titres de champion de France et un titre de champion d'Europe, Louis-Benoît Madaule quitte le club à la fin de la saison 2021 pour faire son grand retour au RC Narbonne, club dans lequel il fut formé et fit ses débuts dans le rugby professionnel.
Après avoir joué quinze ans au haut niveau, Louis-Benoît Madaule annonce en avril 2023 la fin de sa carrière après deux dernières saisons passées dans son club formateur.

### Internationale
Alors joueur du RC Narbonne, son club formateur, Louis-Benoît Madaule participe à la coupe de monde moins de 19 de 2007 en Irlande. L'année suivante, avec l'équipe de France des moins de 20 ans, il joue cinq matchs du Championnat du monde junior 2008 et inscrit trois essais.
En 2009, Louis-Benoît Madaule dispute deux matchs avec l'équipe de France A dans le cadre de la Coupe des nations de rugby à XV, contre la Roumanie, et l'équipe d'Écosse A.
Durant l'été 2015, il reçoit une première reconnaissance internationale en étant désigné capitaine de l'équipe du XV mondial, dirigée par Robbie Deans et Bernard Laporte, pour affronter les Springboks.

## Palmarès
- Vainqueur du Championnat de France en 2019 et 2021 avec le Stade toulousain